# ياو غانغ
ياو غانغ هو سياسي صيني، ولد في 1962 في Wenshui County ‏ في الصين. نشط حزبياً في الحزب الشيوعي الصيني.